# General Protection Fault
To jest artykuł o komiksie. Artykuł o błędzie nosi tytuł Ogólny błąd ochrony.
General Protection Fault (albo GPF) jest komiksem internetowym stworzonym przez Jeffreya T. Darlingtona. Opowiada o perypetiach pracowników GPF Software - małej firmy produkującej oprogramowanie komputerowe. Publikację w WWW rozpoczęto 2 listopada 1998 roku. Komiks początkowo był czarno-biały i publikowany od poniedziałku do soboty, z czasem stał się w pełni kolorowy i aktualizowany codziennie. GPF obecnie jest publikowany w Keenspot i jest tam jednym z najbardziej popularnych tytułów. 

## Postacie

### Nick
Nicholas "Nick" Wellington jest głównym bohaterem paska komiksowego i programistą w GPF Software. Jest dość niski, spokojny i odrobinę nerdowaty. Pojawia się już w pierwszym pasku, tuż przed swoją rozmową kwalifikacyjną. Ma niezaspokojoną wyobraźnię i zazwyczaj jest z gruntu optymistyczną i ufną osobą. Obecnie jest zaręczony z Ki, pracującą w tej samej firmie.
Ma wysoce rozwinięty "Gen Wynalazcy", który pozwala mu na tworzenie niesamowitych wynalazków i przynagla do ich ukończenia. Jego pierwszym wynalazkiem był zdalnie sterowany laser. Pozostałe to między innymi:
- "Projekt Velociraptor", urządzenie dostarczające darmowej energii, które tak naprawdę pobiera ją z innych wymiarów
- MuTEx, czyli maszyna wirtualnej rzeczywistości
- przyrząd do automatycznego czyszczenia broni palnej dla jego ojca
- oraz prezent dla jego wuja, słynnego doktora Otto Wisebottoma (chociaż żaden z nich nie ma pojęcia, do czego on służy).

Został wykorzystany przez Trudy w jej planie przejęcia władzy nad światem. Żywił do niej pewne uczucie, ale zgasło ono ostatecznie kiedy jej złe intencje wyszły na jaw.
Jest synem Charlesa i Lindy Wellingtonów. Jego ojciec jest oficerem policji, a matka nauczycielką. Ma też siostrę Lori, która wyjechała na naukę do college'u. Oboje rodzice Nicka lubią Ki i uważają, że pasuje do rodziny.

### Ki
Kyoko "Ki" Oshiro jest programistką w GPF Software, jak również głównym administratorem baz danych. Często wydaje się szorstka, sarkastyczna i lekceważąca innych, ale serce ma słodkie i czułe, a czasami ujawnia się jej romantyczna natura. Zwykle pesymistyczna i podejrzliwa, często daje upust wybuchom złości spowodowanym faktem, że jest bardzo niska. Obecnie zaręczona z Nickiem, jej współpracownikiem GPF.
Jest Azjatką: jej ojciec urodził się w Tokio, a matka w Honk Kongu. Jej rodzice poznali się oboje podczas nauki w Stanach Zjednoczonych, gdzie się pobrali i osiedlili. Jej ojciec, obecnie na emeryturze, stał się tradycjonalistą bardzo nieprzychylnie nastawionym do Amerykanów (których nazywa gaijinn lub cudzoziemcami). Zaakacptowanie Nicka jako narzeczonego Ki wymaga od niego wielkiego wysiłku. Porusza się o lasce od czasu, kiedy samochód potrącił go kilka lat temu. Jako jedyny zwraca się do Ki per "Kyoko". Matka Ki jest gospodynią domową znaną z gościnności, a wobec Nicka była przychylna odkąd go poznała.
Ki ma też młoszego brata Yoshiego, który jest geniuszem i hakerem.

### Fooker
Jason "Fooker" Barker był początkowo administratorem systemu w GPF. Jest lekko stuknięty i nie zwraca uwagi na higienę i porządek do tego stopnia, że jego mieszkanie trafiło na czarną listę organizacji ochrony środowiska. Jest nadzwyczaj pomysłowym i skutecznym hakerem. Był zatwardziałym fanatykiem Linuksa, ale z pomocą przyjaciół ograniczył nieco swój ewangelicki zapał. Jego ksywka pochodzi prawdopodobnie z zamiany "bar" na "foo" w jego nazwisku. 
Fooker okazał się być tajnym agentem numer 6 (pseudonim "James Baud") pracującym dla UGA (ang. Undisclosed Government Agency - Utajniona Agencja Rządowa). Został zmuszony do przejścia na pełnowymiarową służbę kiedy jego tajna tożsamość została odkryta a ponadto stał się podejrzanym o morderstwo. Kiedy oczyszczono go z zarzutów, zrezygnował ze służby zostawiając na swoim miejscu swojego brata: Justina Barkera. Chociaż wrócił do przyjaciół, nie został przyjęty na swój dawny etat, gdyż Dwayne nie chciał zwolnić Sharon: w zamian polecił go firmie Regional Telecom, gdzie zatrudniono Fookera jako administratora.
Jego matka nie żyje. Ojciec jest oficerem w wojsku, ale po śmierci żony porzucił synów.
Ostatnio Fooker ponownie został zatrudniony w GPF Software. Jest teraz przełożonym Sharon i odpowiada za nowo wynajęte piętro w firmie.

### Dwayne
Dwayne Duncan jest założycielem, prezesem i głównym inżynierem software'owym w GPF Software. Jest wysokim, dobrze zbudowanym Murzynem. Charakteryzuje go silna etyka pracy i nieograniczony entuzjazm. Jest jednym z bardziej trzeźwo myślących pracowników, rzadko bywa zaangażowany w dziwne przygody, które się im przytrafiają. Podczas próby przejęcia władzy nad światem przez Trudy został wrobiony w podpalenie siedziby GPF i osadzony w więzieniu. Został zrehabilitowany wkrótce po udaremnieniu jej spisku i odbudował firmę.
Jest mężem Nicole Duncan, która jest prawnikiem. Ich córka, Sydney Nicole Duncan, urodziła się podczas wielkiej powodzi 17 sierpnia 2001.

### Trudy
Trudy czyli Gertrude Trueheart-Glowerhausen rozpoczęła pracę w GPF Software jako kierownik marketingu. Szybko się okazało, że jest subtelną i inteligentną intrygantką, przędzącą po cichu sieć spisków i podejrzeń wśród pracowników. Ostatecznie jej spiski okazały się znacznie bardziej ambitne, kiedy to za pomocą tajnej przestępczej organizacji C.R.U.D.E (ang. Commune of Really Unscrupulous and Diabolical Evildoers czyli Związek Naprawdę Bezwzględnych i Diabolicznych Złoczyńców) próbowała zdobyć władzę nad światem. Próbowała uwodzić Nicka a później wciągnęła go w swoje plany. Kiedy jednak one zawiodły, Nick odrzucił jej uczucie, a Trdydy zaczęła się ukrywać i jej miejsce pobytu jest obecnie nieznane. Okazuje pewne znaki nierównowagi psychicznej. Obecnie jej przyszłość wydaje się groźna i niepewna.
Jej rodzice są obecnie rozwiedzeni, poznali się i szybko wzięli ślub kiedy byli hipisami. Po odziedziczeniu małej fortuny jej matka zaczęła prowadzić ciemne interesy. Jej ojciec potajemnie wstąpił do FBI ponad 20 lat temu, ale wciąż udaje hipisa aby mieć oko na byłą żonę, która także ukrywa się przed swoimi kłopotami.
Ostatnio okazało się, że Trudy korespondowała z genialnym programistą Yoshim, młodszym bratem Ki. Budował on dla niej jakieś urządzenie, ale kiedy podczas wizyty u Yoshiego podsłuchała oświadczyny Nicka, kazała urządzenie zniszczyć i prawdopodobnie udała się znów na tułaczkę.

### Fred i Persephone
Fredrick "Fred" Physarum jest inteligentnym śluzowcem (śluzoroślem). Rozwinął się w brudzie i bałaganie zalegającym w mieszkaniu Fookera. Nauczył się mówić oglądając programy telewizyjne nadawane przez PBS (Public Broadcasting Service). Freda cechuje zacięcie intelektualne. Przez krótki okres był profesorem literatury dla pewnego dużego uniwersytetu internetowego do czasu, kiedy się okazało, że nie ma kwalifikacji nauczycielskich. Za zarobione pieniądze opłacał połowę czynszu. Ostatecznie został zatrudniony w GPF jako operator wsparcia technicznego.
Persephone jest śluzowcem, który powstał kiedy Fred rozmnożył się przez podział. Chociaż powinna być identyczna na poziomie genetycznym, jest innego koloru (żółta, w odróżnieniu od zielonego Freda) i ma zupełnie inny charakter. Wydaje się dosyć naiwna, ale czasami okazuje się, że jest dużo inteligentniejsza niż daje to po sobie poznać.

### Sharon
Sharon Murphy jest dziewczyną Fookera. Nie ustępuje mu wiele w umiejętnościach hakerskich. Obecnie pracuje jako administrator systemu w GPF. Dostała tę pracę, kiedy Fookera wezwano do pełnienia czynnej służby tajnego agenta. Przedtem odpowiadała za kontakty Quantum-Net: dostawcy internetu dla GPF. Ma gwałtowny charakter, ale częściej pogodna i przyjaźnie usposobiona. Jest cukrzyczką i musiała sporo obniżyć wagę ciała dla poprawy zdrowia. Jest także Mac-ofilem, co jest rzadkością wśród załogi GPF, która preferuje pecety z Windows lub Linuksem. Rudowłosa, zwykle nosi barwione szkła kontaktowe i jest uczulona na kurz, pyłki kwiatów, czekoladę i programy w COBOL-u.

### Dexter
Dexter J. Smith był krótko pracownikiem kontraktowym podczas projektu związanego z problemem Y2K. Ponownie został zatrudniony podczas odbudowy GPF po spiskach Trudy, a później zatrudniony na pełny etat. Jest dużym mężczyzną z poważną nadwagą i przesadną fascynacją fantastyką naukową, a w szczególności Star Trekiem. Pomimo pewnego egoizmu i tendencji do ucieczki w wymyślone światy, otworzył się na ludzi i zaprzyjaźnił z większością współpracowników.
Jest samotny, chociaż umawiał się wcześniej z Ki i Sharon. W obu przypadkach miał tendencje do zaborczości. Od tego czasu się zmienił, ale nadal nie miał szczęścia do związków. Początkowo jego relacje z Nickiem były dość napięte, lecz mimo to Dexter pomógł mu uratować obce dzieci podczas powodzi, a potem wyciągnął też z toni Nicka, który o mało nie utonął (Ki uratowała go robiąc sztuczne oddychanie). Odkąd Dexter na stałe wszedł do załogi GPF, ich stosunki ostatecznie unormowały.

### Trent
Trenton "Trent" Terrell jest marketingowym guru i obecnie pełni funkcję dyrektora marketingu w GPF. W college'u zalecał się do Trudy i byli nawet zaręczeni, do czasu kiedy Trent ukradł Trudy podanie o pracę i dostał się na stanowisko zamiast niej. Trent został osadzony w więzieniu za zrzucanie sejfów na głowy szefów konkurencji GPF (co tak naprawdę robiła Trudy), ale później został zwolniony za swój udział w uniemożliwieniu jej przejęcia władzy nad światem. Pełen pychy i arogancji, Trent pracuje dla GPF aby pomóc odbudować firmę, traktując to jako akt zemsty na swojej byłej narzeczonej.

### Yoshi
Yoshi Oshiro jest nastoletnim hakerem, niezwykle inteligentnym i często przechwalającym się umiejętnościami. Mimo młodego wieku uczęszcza już do college'u. Nie przepada za chłopakiem swojej siostry (Ki) - Nickiem, ale lubi Fookera. Przeprowadził kilka ataków DoS na serwery GPF, które Fooker szybko udaremnił. Nie osłabiło to jego zapału i wkrótce we współpracy z tajemniczą osobą z sieci przedstawiającą się "s1r3n" (którą była tak naprawdę Trudy) zhakował MuTeX-a, później pomógł włamać się do kilku kont bankowych, przez co dom Oshiro stał się celem akcji agentów federalnych. Spotkał się z nią osobiście dwukrotnie, za drugim razem w jego pokoju we wieczór, w którym Nick oświadczył się Ki. Tego wieczoru s1r3n kazała mu zniszczyć konstruowane przez niego urządzenie i doradziła, aby posprzątał swoje życie, póki jeszcze nie jest za późno.